# Osiecznica
Osiecznica es un municipio rural y una localidad del distrito de Bolesławiec, en el voivodato de Baja Silesia (Polonia).

## Geografía
La localidad de Osiecznica se encuentra en el suroeste de Polonia, a unos 13 km al noroeste de Bolesławiec, la capital del distrito, y a unos 116 al oeste de Breslavia, la capital del voivodato. El municipio limita con otros siete —Bolesławiec, Iłowa, Małomice, Nowogrodziec, Szprotawa, Węgliniec y Żagań— y tiene una superficie de 437,04 km² que abarca, además de la localidad de Osiecznica, a Bronowiec, Długokąty, Jelenie Rogi, Jeziory, Kliczków, Ławszowa, Luboszów, Ołobok, Osieczów, Parowa, Poświętne, Przejęsław, Świętoszów y Tomisław.

## Demografía
En 2011, según el censo realizado por la Oficina Central de Estadística polaca, la población de Osiecznica era de 1269 habitantes y la del municipio de 7378.